# Mae Salong Na
Mae Salong Na (Thai: แม่สลองใน) is een tambon in amphoe Mae Fa Luang in Thailand. De tambon had in 2005 24.428 inwoners en bestaat uit 25 mubans.